# 美庐别墅
29°34′02″N 115°58′44″E / 29.56722°N 115.97889°E
美庐别墅位于中国江西省庐山牯岭东谷河西路180号，1996年被列为全国重点文物保护单位。

## 历史
美庐别墅始建于1903年，由英国人西伊勋爵（Lord See O. Reynolds）在脂红路12号、13号地皮建造，当时称为“脂红路12号别墅”。1903年出售给美国传教士巴利夫妇。1933年8月8日，蒋中正和宋美龄夫妇入住，1934年正式由宋美龄购买。此后蒋氏夫妇曾多次到此避暑。1948年8月，蒋中正在院内的一块巨石上题刻“美庐”二字，这幢别墅由此得名。
美庐别墅地处牯岭东谷的核心地带，后倚大月山，前临长冲河，周边绿树成荫，溪水潺潺，低矮的石墙环绕，庭院占地近5000平方米。美庐别墅为英国卷廊式别墅，共二层，建筑面积近1000平方米。一楼原为宋美龄卧室，二楼原为蒋中正的办公室、会客厅、卧室，与其办公室斜对着的是陈布雷的办公室和卧室。
1959年庐山会议期间及1961年，毛泽东在此居住。宋庆龄和郭沫若也曾先后在此居住。